# Guchung
Guchung, även känt som Qitai eller Kitai,  är ett härad som lyder under den autonoma prefekturen Changji i Xinjiang-regionen i nordvästra Kina. Det ligger omkring 200 kilometer nordost om regionhuvudstaden Ürümqi.